# Werner Winter (lingüista)
Johann Karl Werner Winter (Haselau, 25 de octubre de 1923 – Preetz, 7 de agosto de 2010) fue un lingüista alemán, especialista en las lengüas indoeuropeas.

## Biografía
Winter estudió bajo la tutela de Ernst Fraenkel en la Universidad de Kiel y posteriormente sucedió al propio Fraenkel. Aunque apenas escribió volúmenes individuales propios, se especializó en el estudio de lenguas tocariasTocharian y, como resultado de su trabajo como editor de muchas series y trabajos en lingüística general, tuvo una influencia internacional. Winter pasó toda su vida en su localidad natal de Holstein. Entre sus estudiantes destacan Olav Hackstein, Peter Kuhlmann y Christian T. Petersen. Es conocido por haber formulado la Ley de Winter. Fue promocionado a ser presidente de la Societas Linguistica Europaea en 1991.

## Distinciones
- Doctor Honorario en la Universidad Adam Mickiewicz de Poznań (1984)[4]
- Doctor Honorario en la Universidad Estatal Immanuel Kant de Rusia (2000)[4]

## Principales trabajos
- A Bantawa Dictionary (Berlin, 2003)
- "Vom Genitiv im heutigen Deutsch" (The Genitive in Modern German; in: Zeitschrift für deutsche Sprache 22, pp. 21–35)
- Studia Tocharica. Selected Writings/Ausgewählte Beiträge (Poznań 1984).